# José Ángel Gómez Marchante
Pour les articles homonymes, voir José Gómez et Gómez.
Gómez  Marchante est un nom espagnol. Le premier nom de famille, en général paternel, est Gómez ; le second, en général maternel, souvent omis, est Marchante.
José Ángel Gómez Marchante est un coureur cycliste espagnol, né le 30 mai 1980 à Alcobendas. Il passe professionnel en 2004 dans la formation Costa de Almería-Paternina où il effectue une très belle saison, se classant huitième du Tour d'Espagne. En 2010, il intègre la formation Andalucía-Cajasur après une saison passée chez Cervélo Test Team. Il se retrouve sans équipe en 2011 et décide d'arrêter sa carrière le 29 mars 2011.

## Biographie
En 2006, il est à l'apogée de sa carrière en remportant une étape et le général du Tour du Pays basque. Il fait régulièrement des tops 10 sur des courses par étapes. Il décide d'abandonner sa carrière au début de l'année 2011.

## Palmarès sur route

### Palmarès amateur
- 1998
  - 2e du championnat d'Espagne sur route juniors
- 2002
  - 3e étape du Tour d'Albacete
  - 2e du Tour d'Albacete
  - 3e de la Clásica Ciudad de Torredonjimeno
- 2003
  - Aiztondo Klasica
  - Clásica de Lasarte Oria
  - 2e étape du Tour d'Alicante
  - Classement général du Tour d'Estrémadure
  - 5eb étape du Circuito Montañés
  - Bizkaiko Bira (es) :
    - Classement général
    - 3e et 4eb (contre-la-montre) étapes

  - 2e du Tour d'Alicante

### Palmarès professionnel
| - 2004 - 2e étape du Grand Prix International CTT Correios de Portugal - 2e du Tour de La Rioja - 8e du Tour d'Espagne - 2005 - 2e de la Clásica de Alcobendas - 7e du Critérium du Dauphiné libéré - 9e de Paris-Nice - 2006 - Tour du Pays basque : - Classement général - 6e étape (contre-la-montre) - 5e du Tour d'Espagne | - 2007 - Subida a Urkiola - 3e du Tour du Pays Basque - 2008 - 10e du Tour de Romandie - 2009 - 5e du Tour de Catalogne |  |

### Résultats sur les grands tours

#### Tour de France
3 participations
- 2005 : abandon (9e étape)
- 2006 : abandon (17e étape)
- 2009 : abandon (17e étape)

#### Tour d'Espagne
5 participations
- 2004 : 8e
- 2006 : 5e
- 2007 : 40e
- 2009 : 22e
- 2010 : 80e

### Classements mondiaux
| Année                  | 2005 | 2006 | 2007 | 2008 | 2009  | 2010  |
| ---------------------- | ---- | ---- | ---- | ---- | ----- | ----- |
| Classement ProTour     | 99e  | 23e  | 167e | 121e |       |       |
| Calendrier mondial UCI |      |      |      |      | 91e   |       |
| UCI Asia Tour          |      |      |      |      | 179e  |       |
| UCI Europe Tour        |      |      |      |      | 1055e | 1175e |